# 東桜島町
東桜島町（ひがしさくらじまちょう）は、鹿児島県鹿児島市の町。旧大隅国大隅郡桜島郷湯之村、北大隅郡東桜島村大字湯之。郵便番号は891-1543。人口は394人、世帯数は241世帯（2020年4月1日現在）。
桜島の南部に位置する。1914年（大正3年）の桜島の大正大噴火によって全域が埋没した大字有村（現在の有村町）より移転してから1950年（昭和25年）に東桜島村が鹿児島市へ編入されるまで東桜島村役場が置かれていた。

## 地理
桜島の南部に位置する。町域の北方から西方にかけては持木町、東方には古里町がそれぞれ隣接しており、南方には鹿児島湾に面している。町域の南部を国道224号が東西に通っている。
町域の西部には東桜島合同庁舎（鹿児島市役所桜島支所東桜島総務市民課・東桜島公民館）、鹿児島市立東桜島中学校、鹿児島市立東桜島小学校などがある。桜島の大正大噴火が発生した1914年（大正3年）から1950年（昭和25年）に東桜島村が鹿児島市に編入されるまでは東桜島村役場が所在しており、東桜島村の中心となっていた。

### 自然公園・自然保護地区
東桜島町の一部は国立公園である霧島錦江湾国立公園の区域に指定されており、特別区域特別保護地区（桜島山頂）・第1種特別地域（桜島南斜面）・第3種特別地域（桜島南西麓）から構成される。

### 町名の由来
「東桜島町」という町名は、1950年（昭和25年）に東桜島村が鹿児島市に編入される際に、東桜島村の中心であったことから名づけられた。

### 降灰量
「鹿児島市統計書」による1988年（昭和63年）から2013年（平成25年）までの各年の桜島の爆発回数と観測地点「東桜島湯之」における火山灰の降灰量は以下のとおりである。
| 年                 | 爆発回数 | 降灰量（g/m2） | 降灰量（g/m2） |
| ------------------ | -------- | -------------- | -------------- |
| 1988年（昭和63年） | 155      | 11,019         |                |
| 1989年（平成元年） | 44       | 5,310          |                |
| 1990年（平成2年）  | 119      | 31,620         |                |
| 1991年（平成3年）  | 295      | 25,883         |                |
| 1992年（平成4年）  | 165      | 14,706         |                |
| 1993年（平成5年）  | 91       | 5,862          |                |
| 1994年（平成6年）  | 148      | 4,171          |                |
| 1995年（平成7年）  | 226      | 1,176          |                |
| 1996年（平成8年）  | 171      | 1,017          |                |
| 1997年（平成9年）  | 35       | 69             |                |
| 1998年（平成10年） | 103      | 4,407          |                |
| 1999年（平成11年） | 237      | 6,099          |                |
| 2000年（平成12年） | 169      | 2,573          |                |
| 2001年（平成13年） | 110      | 1,693          |                |
| 2002年（平成14年） | 59       | 279            |                |
| 2003年（平成15年） | 17       | 95             |                |
| 2004年（平成16年） | 11       | 110            |                |
| 2005年（平成17年） | 12       | 39             |                |
| 2006年（平成18年） | 15       | 501            |                |
| 2007年（平成19年） | 20       | 109            |                |
| 2008年（平成20年） | 29       | 800            |                |
| 2009年（平成21年） | 548      | 10,947         |                |
| 2010年（平成22年） | 896      | 5,151          |                |
| 2011年（平成23年） | 996      | 13,646         |                |
| 2012年（平成24年） | 885      | 17,678         |                |
| 2013年（平成25年） | 835      | 16,044         |                |

## 歴史
東桜島町は東桜島村が鹿児島市に編入される1950年（昭和25年）以前は湯之という地名であった。

### 湯之の成立と近世
湯之という地名は江戸時代より見え、大隅国大隅郡桜島郷（外城）のうちであった。村高は「天保郷帳」では64石余、「郡村高辻帳」では64石余、「三州御治世要覧」では82石余、「旧高旧領取調帳」では98石余であった。「三州御治世要覧」によれば古里（現在の古里町）は湯之村のうちであり、天明3年頃に古里村が湯之村から分村したとされている。「三国名勝図会」においても「古里は湯之村の内とす」と記載されている。
安永8年（1779年）10月1日に桜島が爆発した（安永大噴火）。甚大な被害を受け住民は鹿児島、磯、脇元、重富などに避難した。大噴火が終わったのちも噴火口に近いため湯之村の住民の帰島が遅れたという。1887年（明治20年）4月2日には「 鹿兒島縣下分郡ノ件」（明治20年勅令第7号）により大隅郡が南北に分割され、湯之村は北大隅郡の所属となった。

### 町村制施行から鹿児島市編入まで
1889年（明治22年）4月1日に町村制が施行されたのに伴い桜島の東半分の区域にあたる湯之村、野尻村、古里村、有村、黒神村、高免村、瀬戸村、脇村の区域より北大隅郡東桜島村が成立した。それまでの湯之村は東桜島村の大字「湯之」となった。1897年（明治30年）4月1日には「 鹿兒島縣下國界竝郡界變更及郡廢置法律」（明治29年法律第55号）によって北大隅郡が鹿児島郡に統合され、東桜島村は鹿児島郡のうちとなった。
1892年（明治25年）に現在の鹿児島市立東桜島小学校の前身となる芝立尋常小学校が設置された。芝立尋常小学校は1919年（大正8年）4月に東桜島尋常小学校に改称、1921年（大正10年）には中央尋常小学校を統合し現在地に移転した。
1914年（大正3年）1月12日に桜島の爆発が発生し、噴煙は高さ約1万メートルに及んだ（大正大噴火）。爆発当時の湯之の人口は1,963人、戸数は259戸であった。
噴火の前には地震が多発していたことから湯之の青年会は東桜島村役場に震源地を問い合わせ、村長は測候所に問い合わせたが、測候所は桜島に異常は無いと回答した。しかし、集落民は避難の準備を始め大隅半島への避難を開始したが、湯之は当時の東桜島村長の地元であったことから「避難するに及ばず」の広報を信じた一部の住民は最後に避難することとした。最後に避難することとした住民が湯之海岸に残されている間に噴火が発生し、一部の者は1.8キロメートル沖合の沖小島に泳いで避難を開始したが、11名が溺死した。海岸に残された30数名が曾良丸、燃崎鼻では30名が大信丸に救助された。
湯之などの桜島南部の被害は有村・脇・瀬戸・黒神のように溶岩によって埋没した集落などに比べて比較的軽度であり、1寸から2寸（3センチメートルから6センチメートル）程度の火山灰が降り積もった。それまで大字有村（現在の有村町）にあった東桜島村役場が埋没し、大字黒神（現在の黒神町）にあった宮原小学校の裁縫室を掘り出して湯之に移設の上、2月には村役場として事務を開始した。また3月24日には芝立尋常小学校が再開した。
大正大噴火から10年後の1924年（大正13年）1月に現在の鹿児島市立東桜島小学校の敷地に「桜島爆発記念碑」が東桜島村によって設置された。東桜島小に設置されている「桜島爆発記念碑」は、測候所の回答を信用して避難しないように村長が指示した結果多数の遭難者を出したことを悔い教訓として建てられ、「科学不信の碑」としても知られる。

### 鹿児島市編入後
1950年（昭和25年）10月1日には東桜島村が鹿児島郡伊敷村とともに鹿児島市に編入された。同年10月18日に鹿児島県公報に掲載された鹿児島県の告示である「 鹿兒島市の一部大字の變更」により、東桜島村が鹿児島市に編入された10月1日に大字湯之の区域より新たに鹿児島市の町「東桜島町」が設置された。東桜島村役場は鹿児島市役所の東桜島支所となった。
1963年（昭和38年）2月12日には大根畠に巨大な噴石が落下し、半径3メートル・深さ1メートルの大穴ができた。また同年11月6日には南岳から噴出した噴石が多量に落下し、東桜島町では山火事が発生した。1964年（昭和39年）に鹿児島市によって東桜島保育園が開設された。1965年（昭和40年）10月13日には東桜島町宮元から出火し、28世帯が焼失した。1999年（平成11年）12月28日に公有水面埋立地の区域を東桜島町に編入した。

### 町域の変遷
| 実施後           | 実施年             | 実施前         |
| ---------------- | ------------------ | -------------- |
| 東桜島町（編入） | 1999年（平成11年） | 公有水面埋立地 |

## 人口
以下の表は国勢調査による小地域集計が開始された1995年以降の人口の推移である。
| 年                 | 人口 |
| ------------------ | ---- |
| 1995年（平成7年）  | 704  |
| 2000年（平成12年） | 602  |
| 2005年（平成17年） | 560  |
| 2010年（平成22年） | 521  |
| 2015年（平成27年） | 423  |

## 文化財

### 県指定
- 特殊羊歯類及び蘚類の自生地（天然記念物（植物））[42]
1960年（昭和35年）6月20日指定[43]。「風穴」と呼ばれる海抜220メートルの場所に1アール程度の区域にシダ類や蘇類が生育している[44]。

### 市指定
- 桜島・島廻り節（無形民俗文化財（民俗芸能））[45]
1977年（昭和52年）8月19日指定[46]。

## 施設

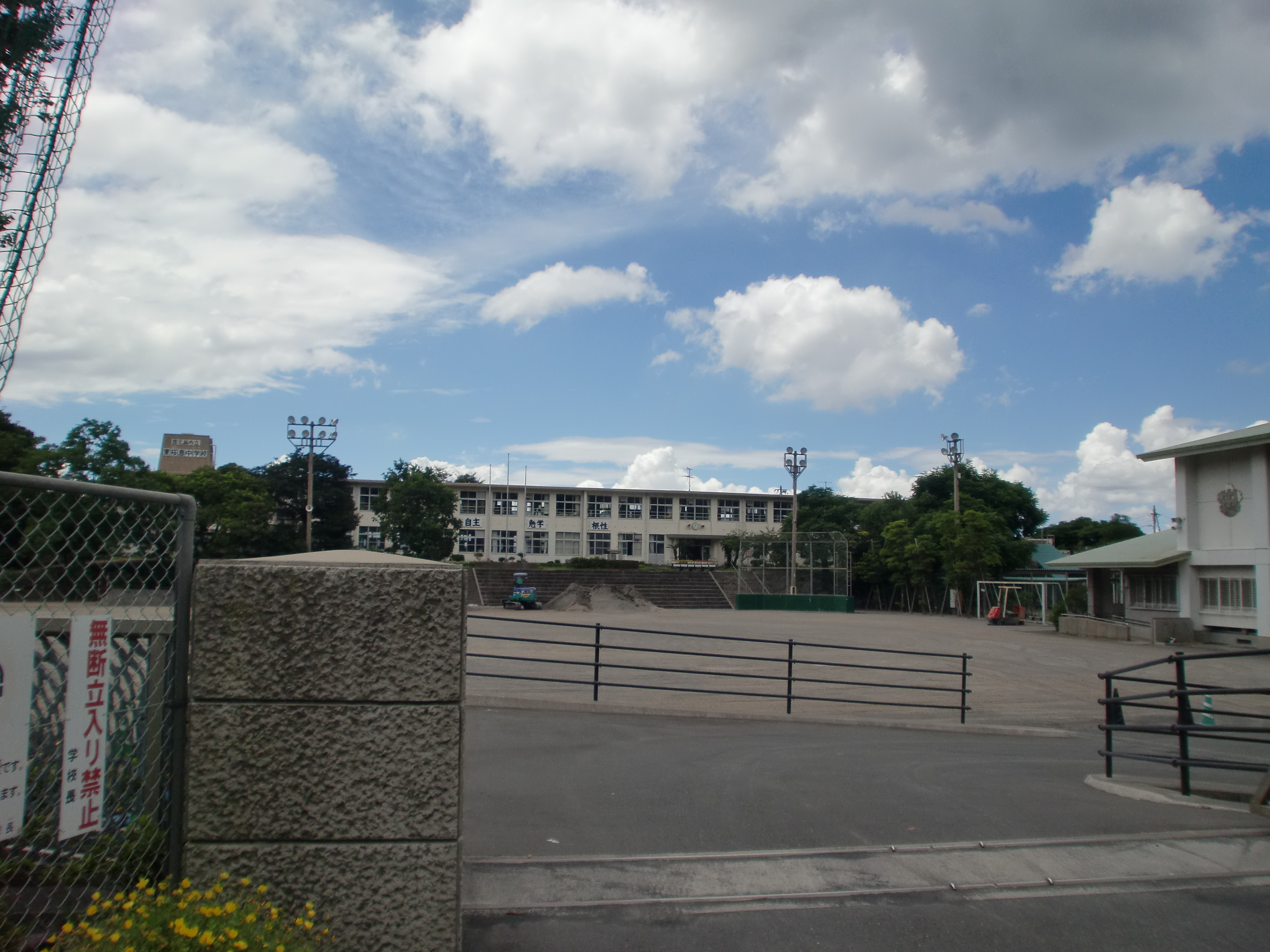
鹿児島市立東桜島中学校

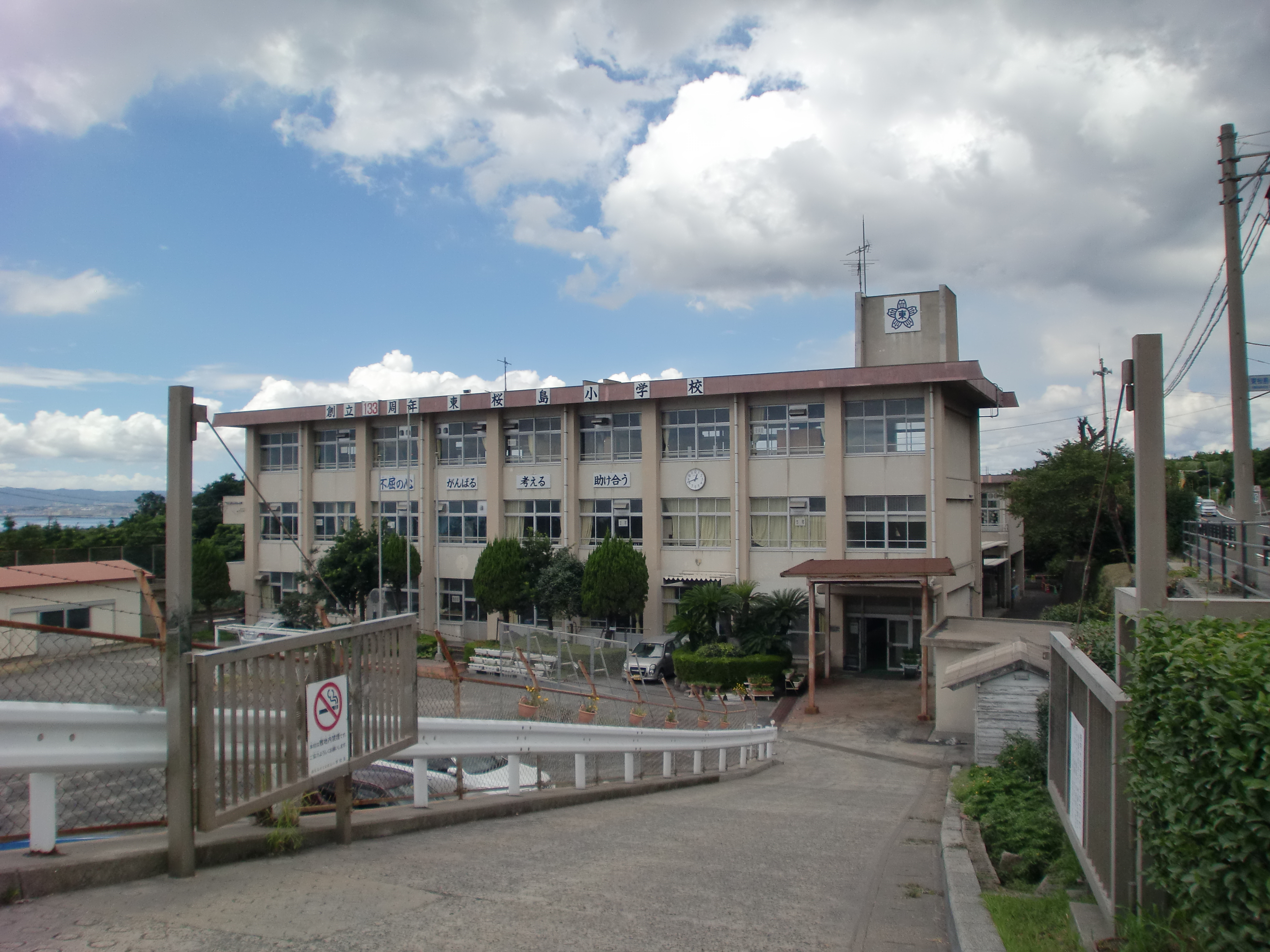
鹿児島市立東桜島小学校

### 公共
- 東桜島合同庁舎[47]
  - 鹿児島市役所桜島支所東桜島総務市民課[48]
  - 桜島税務課東桜島税務係
  - 東桜島農林事務所
  - 鹿児島市消防局中央消防署桜島東分遣隊[49]
  - 東桜島公民館[50]
    - 鹿児島市立図書館東桜島公民館図書室[51]
- 高齢者福祉センター東桜島[52]

### 教育
- 鹿児島市立東桜島中学校[53]
- 鹿児島市立東桜島小学校[54]
- 東桜島保育園[55]

### 郵便局
- 東桜島郵便局[56]

### 寺社
- 若宮神社[57]
- 光善寺[6]

### 石碑
- 桜島爆発記念碑（鹿児島市立東桜島小学校敷地内）
- 大正噴火百年の碑

## 小・中学校の学区
市立小・中学校に通う場合、学区（校区）は以下の通りとなる。
| 町丁     | 番・番地 | 小学校                 | 中学校                 |
| -------- | -------- | ---------------------- | ---------------------- |
| 東桜島町 | 全域     | 鹿児島市立東桜島小学校 | 鹿児島市立東桜島中学校 |

## 交通

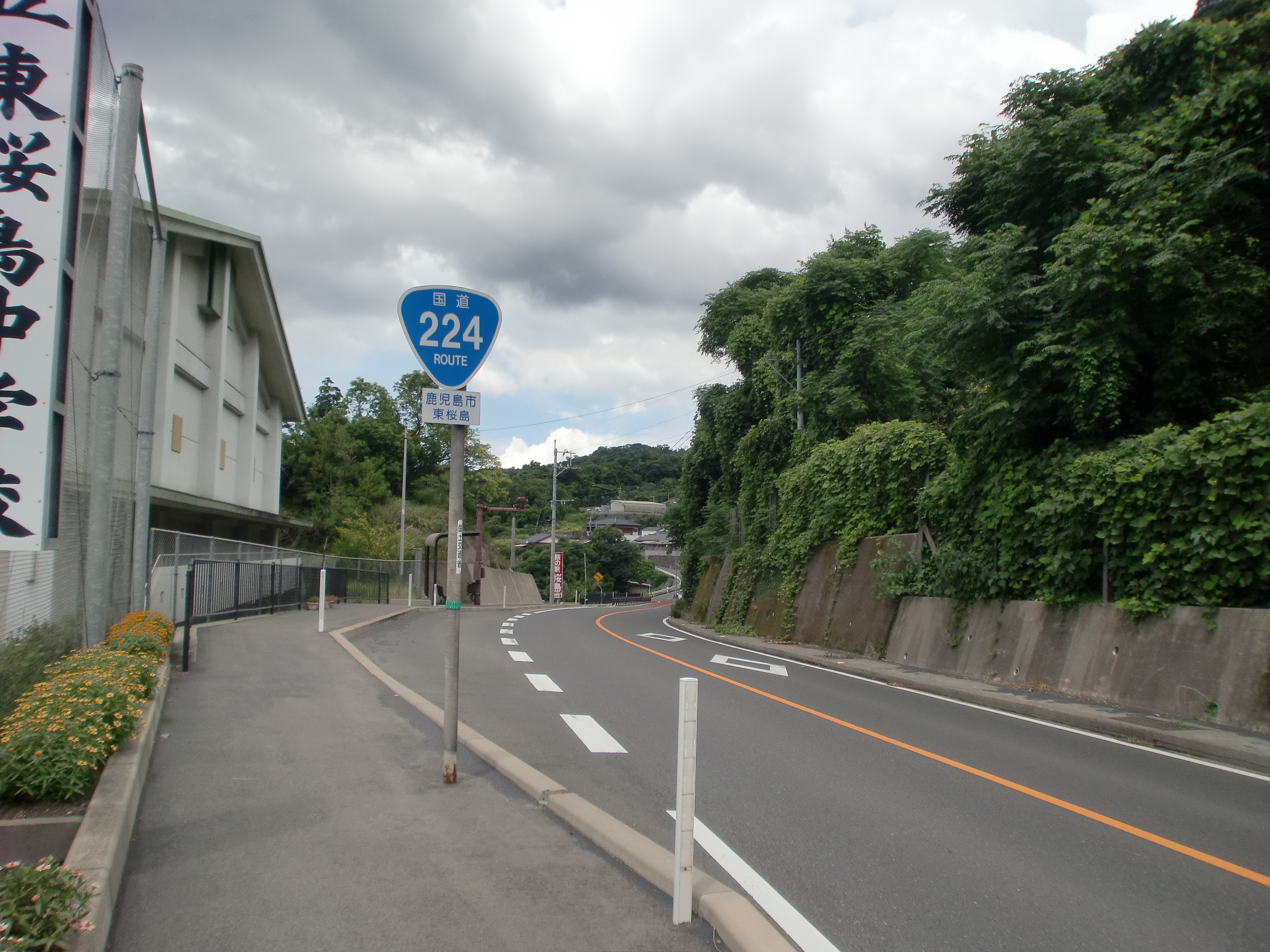
町域を東西に通る国道224号

### 道路
一般国道
- 国道224号

### 港湾
- 桜島港
  - 湯之持木地区（避難港（4番）[59]）

## 出身著名人
- 藤善眞澄（東洋史・仏教史学者） - 生家は町域内にある浄土真宗本願寺派の光善寺である[60]。